# NGC 3619
NGC 3619 (другие обозначения — UGC 6330, MCG 10-16-115, ZWG 291.54, IRAS11164+5802, PGC 34641) — галактика в созвездии Большая Медведица.
Этот объект входит в число перечисленных в оригинальной редакции «Нового общего каталога».
Галактика NGC 3619 входит в состав группы галактик NGC 3610. Помимо NGC 3619 в группу также входят ещё 12 галактик.
Галактика NGC 3619 входит в состав группы галактик NGC 3642. Помимо NGC 3619 в группу также входят NGC 3610, NGC 3642, NGC 3674 и NGC 3683.
Внешний вид NGC 3619 показывает признаки слияния с другой галактикой или аккреции вещества. Объяснением её свойств может быть столкновение с соседней NGC 3625 или с карликовой галактикой.